# Sara Ferrari (atleta)
Sara Ferrari (30 settembre 1977) è un ex mezzofondista ed ex maratoneta italiana.

## Palmarès
| Anno | Manifestazione    | Sede        | Evento        | Risultato | Prestazione | Note |
| ---- | ----------------- | ----------- | ------------- | --------- | ----------- | ---- |
| 1995 | Europei juniores  | Nyíregyháza | 10000 m piani | 5ª        | 34'57"68    |      |
| 1996 | Mondiali juniores | Sydney      | 5000 m piani  | 10ª       | 16'23"70    |      |
| 2001 | Mondiali          | Edmonton    | Maratona      | 26ª       | 2h36'07"    |      |

## Campionati nazionali
1995
- 11ª ai campionati italiani assoluti, 5000 m piani - 16'43"62
- Oro ai campionati italiani juniores, 3000 m piani - 10'02"85
- Oro ai campionati italiani juniores di corsa campestre - 16'31"

1996
- 6ª ai campionati italiani assoluti, 10000 m piani - 33'42"91
- 4ª ai campionati italiani assoluti, 5000 m piani - 16'03"09

1997
- Bronzo ai campionati italiani assoluti, 10000 m piani - 33'16"50

1998
- Bronzo ai campionati italiani promesse, 5000 m piani - 16'42"26

1999
- 5ª ai campionati italiani assoluti, 10000 m piani - 34'26"59
- 5ª ai campionati italiani di maratonina - 1h17'33"
- Oro ai campionati italiani universitari, 3000 m piani - 9'44"80

2000
- Argento ai campionati italiani assoluti, 10000 m piani - 32'50"15

2001
- Bronzo ai campionati italiani assoluti, 10000 m piani - 34'07"29

## Altre competizioni internazionali
1999
- 5ª alla Maratona di Venezia ( Venezia) - 2h35'22"

2000
- 9ª alla Maratona di Berlino ( Berlino) - 2h31'48"

2001
- Argento alla Maratona di Torino ( Torino) - 2h29'46"
- Argento alla Maratona di Valencia ( Valencia) - 2h38'27"

2002
- 7ª alla Milano Marathon ( Milano) - 2h42'43"
- 18ª alla BOclassic ( Bolzano), 5 km - 17'11"9
- 7ª al Giro podistico internazionale di Castelbuono ( Castelbuono) - 20'00"